# Piura (provincie)
Piura is een van de acht provincies in de regio Piura in Peru. De provincie heeft een oppervlakte van 6.211 km² en heeft 764.968 inwoners (2015). De hoofdplaats van de provincie is het district Piura; drie van de negen districten vormen de steden  (ciudades) Piura en Catacaos.
De provincie grenst in het noorden aan de provincies Sullana en Ayabaca, in het oosten aan de provincie Morropón en de regio Lambayeque, in het zuiden aan de provincie Sechura en in het westen aan de provincie Paita.

## Bestuurlijke indeling
De provincie Piura is onderverdeeld in tien districten, UBIGEO tussen haakjes
- (200104) Castilla, deel van de stad (ciudad) Piura
- (200105) Catacaos, vormt de stad (ciudad) Catacaos
- (200107) Cura Mori
- (200108) El Tallán
- (200109) La Arena
- (200110) La Unión
- (200111) Las Lomas
- (200101) Piura, hoofdplaats van de provincie en deel van de stad (ciudad) Piura
- (200114) Tambogrande
- (200115) Veintiseis de Octubre

Ayabaca · Huancabamba · Morropón · Paita · Piura · Sechura · Sullana · Talara